# تورنر براون
تورنر براون (بالإنجليزية: Turner Browne)‏ هو مصور أمريكي، ولد في 6 يوليو 1949.